# Scutiger tuberosus
Scutiger tuberosus är en svampart som beskrevs av Jean-Jacques Paulet 1793. Scutiger tuberosus ingår i släktet Scutiger och familjen Albatrellaceae.   Inga underarter finns listade i Catalogue of Life.